# Піщана мотузка (фільм, 1949)
«Піщана мотузка» (англ. Rope of Sand) — фільм-нуар 1949 року продюсера Гала Волліса та режисера Вільяма Дітерле. Події фільму відбуваються у Південно-Західній Африці. У головній ролі — Берт Ланкастер. У фільмі також знялись зірки фільму «Касабланка» — Пол Генрейд, Клод Рейнс та Пітер Лорре. Сцени в пустелі були зняті в Юмі, штат Аризона.

## Сюжет
Інструктор з полювання Майк Девіс (Берт Ланкастер) знайшов скриньку з діамантами в гірській місцевості віддаленого регіону Південно-Західної Африки. Коли його спіймала служба безпеки шахти, він відмовився розкрити місце, де сховані алмази. Навіть під тортурами з боку начальника служби безпеки алмазної компанії Фогеля (Пол Генрейд), Девіс відмовився казати правду. Після цього випадку, Девіс покидає Південну Африку, але через деякий час повертається за алмазами, які, як він очікує, будуть там, де він їх знайшов.

## Актори
- Берт Ланкастер — Майк Девіс
- Пол Генрейд — Фогель
- Клод Рейнс — Мартінгейл
- Корінн Кальве — С'юзанн
- Пітер Лорре — Підлабузник
- Сем Джаффе — доктор Гантер
- Джон Бромфілд — Томпсон, охоронець
- Михайло Мазуркевич — Пірсон, охоронець
- Кенні Вашингтон — Джон
- Едмунд Бреон — керівник
- Хайден Рорк — Інграм
- Девід Терсбі — Генрі, бармен
- Йозеф Маре — співак
- Міранда Маре — співачка

## Зйомки
Згідно з колекцією Paramount в бібліотеці Академії кінематографічних мистецтв і наук (AMPAS), сцени у пустелі знімали в Юмі, штат Аризона.

## Нагороди
- Золотий глобус: найкращий сценарій, Вальтер Донігер, 1950 рік.

### Потокове аудіо
- Піщана мотузка на Screen Directors Playhouse : 28 квітня 1950 року